# Joachim Löw
Joachim Löw (pronúncia em alemão: [ˈjoːaxɪm ˈløːf, joˈʔa-]; nascido em 3 de fevereiro de 1960) é um treinador e ex-futebolista alemão que atuava como atacante. Atualmente está sem clube.
Ficou marcado pelo trabalho no comando da Seleção Alemã, onde conquistou a Copa do Mundo da FIFA de 2014 no Brasil e a Copa das Confederações FIFA de 2017 na Rússia.

## Carreira como jogador
Iniciou sua carreira em 1978 como atacante do Freiburg, clube na qual permaneceu durante duas temporadas e teve mais duas passagens, após passagens apagadas por equipes maiores, como Stuttgart e Eintracht Frankfurt. Quando tinha 29 anos, acabou se transferindo para o futebol suíço, onde permaneceu durante suas últimas cinco temporadas. Antes, chegou a atuar pela Seleção Alemã Sub-21 por quatro vezes.

## Carreira como treinador

### Início
Ainda atuando como jogador, começou a treinar as categorias de base do Winterthur, da Suíça, onde permaneceu durante pouco tempo. Continuando como jogador, acabou se transferindo para o Frauenfeld, onde também foi o treinador da equipe. Acabou voltando ao futebol alemão, como auxiliar técnico no Stuttgart e, apenas uma temporada depois, assumiu a equipe principal, onde permaneceu por mais duas temporadas, onde conquistou uma Copa da Alemanha em 1997 e foi finalista da Recopa Europeia no ano seguinte.
Apesar das conquistas no Stuttgart, acabou sendo dispensado e indo para o futebol turco, onde comandou o Fenerbahçe por uma temporada. Voltou ao futebol alemão logo após sua apagada passagem. Treinou o Karlsruher, onde ficou durante uma época no comando do time, sendo demitido logo após. Retornou ao turco para treinar o Adanaspor, mas ficou pouco tempo, indo para o Tirol Innsbruck, da Áustria, onde conquistou um Campeonato Nacional. Apenas um ano depois, devido sua conquista no Tirol, acabou assumindo o Áustria Viena. 

### Seleção Alemã
Acabou retornando à Alemanha novamente e aceitou o convite de Jürgen Klinsmann, onde seria seu auxiliar na Mannschaft. Em 2006, logo após a Copa do Mundo FIFA, Löw acabou assumindo o comando da equipe após a saída de Klinsmann. O novo técnico classificou o país para a Euro 2008 e chegou na final do torneio, mas a Alemanha terminou com o vice-campeonato após uma derrota por 1 a 0 para a Espanha.

#### Copa do Mundo de 2010
Fez uma boa campanha na Copa do Mundo FIFA de 2010, realizada na África do Sul, onde tinha jogadores jovens, rápidos e mortais no contra-ataque. Os destaques, que viriam a tornar-se pilares do treinador, foram: Manuel Neuer, um excelente goleiro, Jérôme Boateng, um defensor versátil que atuou como zagueiro e lateral, Sami Khedira, um volante com boa marcação e saída de jogo, Mesut Özil, um meio-campista com grande visão e bons passes, além de Thomas Müller, um atacante que ganhou os prêmios de Revelação da Copa e Chuteira de Ouro (por ser o artilheiro). Os jovens comandados por Löw golearam nada mais nada menos que a Inglaterra e a Argentina por 4 a 1 e 4 a 0, respectivamente.

#### Euro 2012
Na Euro 2012 a Alemanha foi até a semifinal, quando foi eliminada pela Itália. Nas Eliminatórias da Copa do Mundo de 2014, qualificou-se de forma invicta.
Em outubro de 2013, renovou seu contrato com a Federação Alemã de Futebol até o fim da Euro 2016.

#### Copa do Mundo de 2014

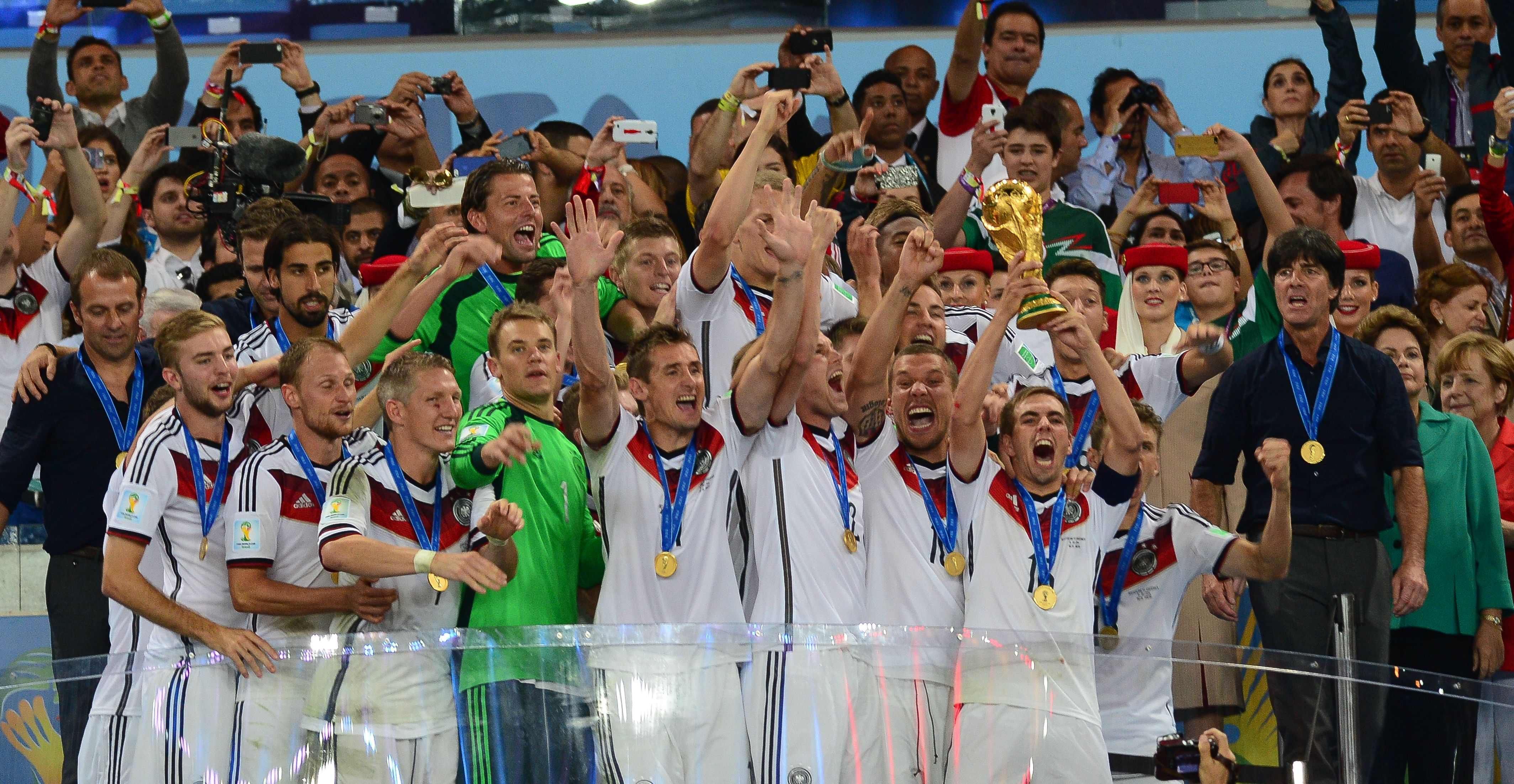
Löw e os jogadores celebrando a conquista da Copa do Mundo

Em julho de 2014, Löw conquistou o seu primeiro título como treinador da Mannschaft: a Copa do Mundo no Brasil. Apesar de ter derrotado a Argentina na final, a Alemanha teve como principal destaque a goleada por 7 a 1 sobre a Seleção Brasileira.

#### Euro 2016
Na Euro 2016 a Seleção Alemã acabou sendo eliminada pela França nas semifinais, na competição que seria conquistada por Portugal.
Após a Euro 2016, Löw optou por permanecer no cargo. A Seleção Alemã foi sorteada no Grupo C, ao lado da República Tcheca, Irlanda do Norte, Noruega, Azerbaijão e San Marino para as Eliminatórias da Copa do Mundo FIFA de 2018. Em 15 de maio de 2018, ele estendeu seu contrato com a Alemanha até 2022.

#### Copa do Mundo de 2018
A Seleção Alemã perdeu a primeira partida da Copa do Mundo na Rússia por 1 a 0 contra o México. Na partida seguinte derrotou a Suécia com uma vitória por 2 a 1, mas acabou por ser eliminada ainda na fase de grupos após uma nova derrota, desta vez para a Coreia do Sul.

#### Liga das Nações
No dia 6 de setembro a Alemanha enfrentou a França, em Munique, na estreia da Liga das Nações da UEFA, em partida que terminou 0 a 0. Posteriormente os alemães conseguiram uma vitória suada contra a Seleção Peruana por 2 a 1, mas acabaram perdendo dois jogos seguidos na Liga das Nações para a Holanda, e de virada para a França por 2 a 1 em Paris. Com isso, a Alemanha seria rebaixada para a divisão B da Liga das Nações, porém, devido ao mudança do regulamento do torneio, escapou do rebaixamento.

#### Saída
Em 30 de junho de 2021, após uma derrota para a Inglaterra e a eliminação na Euro 2020 (adiada por conta da pandemia de COVID-19), Low deixou a Mannschaft após mais de 15 anos no comando.

## Estatísticas
Atualizadas até 7 de julho de 2021
| Clube         | Jogos | Vitórias | Empates | Derrotas |
| ------------- | ----- | -------- | ------- | -------- |
| Seleção Alemã | 198   | 124      | 40      | 34       |

## Títulos

### Como treinador
Stuttgart
- Copa da Alemanha: 1996–97

Tirol Innsbruck
- Campeonato Austríaco: 2001–02

Áustria Viena
- Supercopa da Áustria: 2003

Alemanha
- Copa do Mundo FIFA: 2014
- Copa das Confederações FIFA: 2017

### Prêmios individuais
- Treinador de Futebol do Ano na Alemanha: 2014
- Treinador do Ano da FIFA: 2014
- Melhor treinador da Copa das Confederações (Equipe do Campeonato): 2017